# Aedia leucomelas
Aedia leucomelas là một loài bướm đêm thuộc họ Erebidae. Nó được tìm thấy ở phần lớn thế giới, từ châu Âu đến khắp châu Á tận Nhật Bản. Phân loài Aedia leucomelas acronyctoides được tìm thấy ở Úc.
Sải cánh dài khoảng 35 mm. Con trưởng thành bay từ tháng 6 đến tháng 9 tùy theo địa điểm.
Ấu trùng chủ yếu ăn loài Convolvulus, bao gồm Convolvulus sepium, Convolvulus erubescens và Convolvulus arvensis, nhưng cũng ăn Ipomoea pes-caprae, Ipomoea batatas và có lẽ Chondrilla juncea.

## Hình ảnh

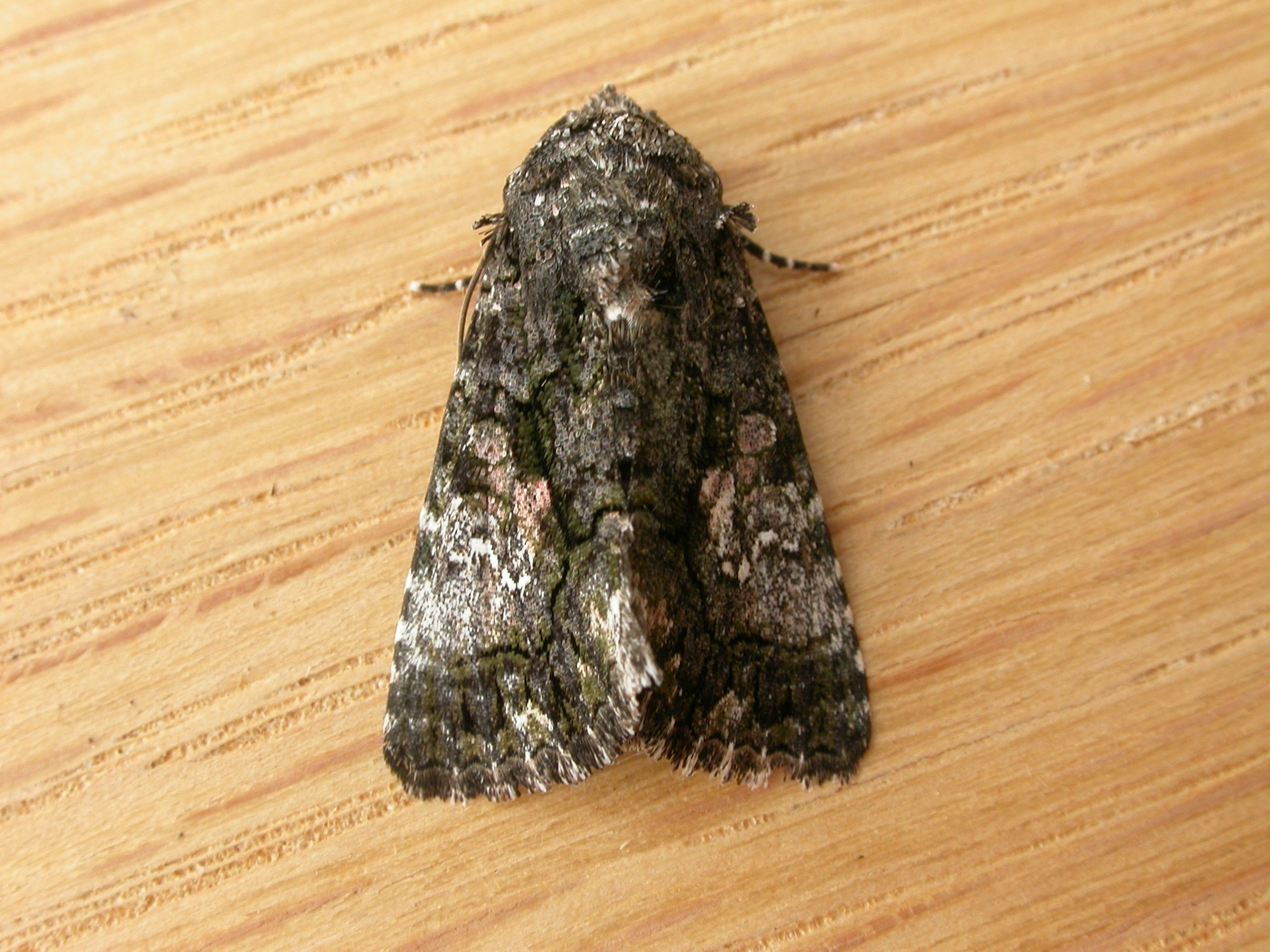
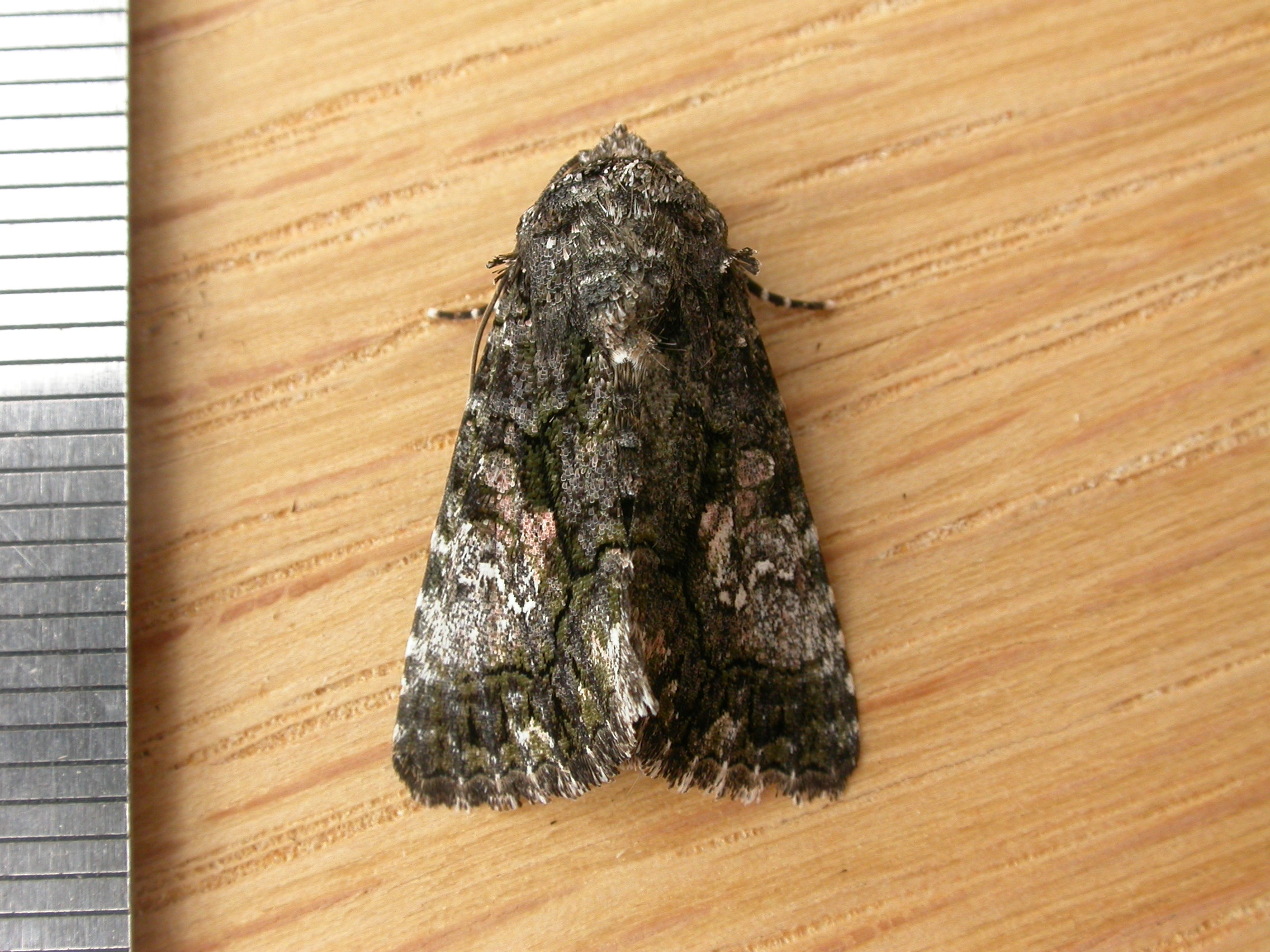
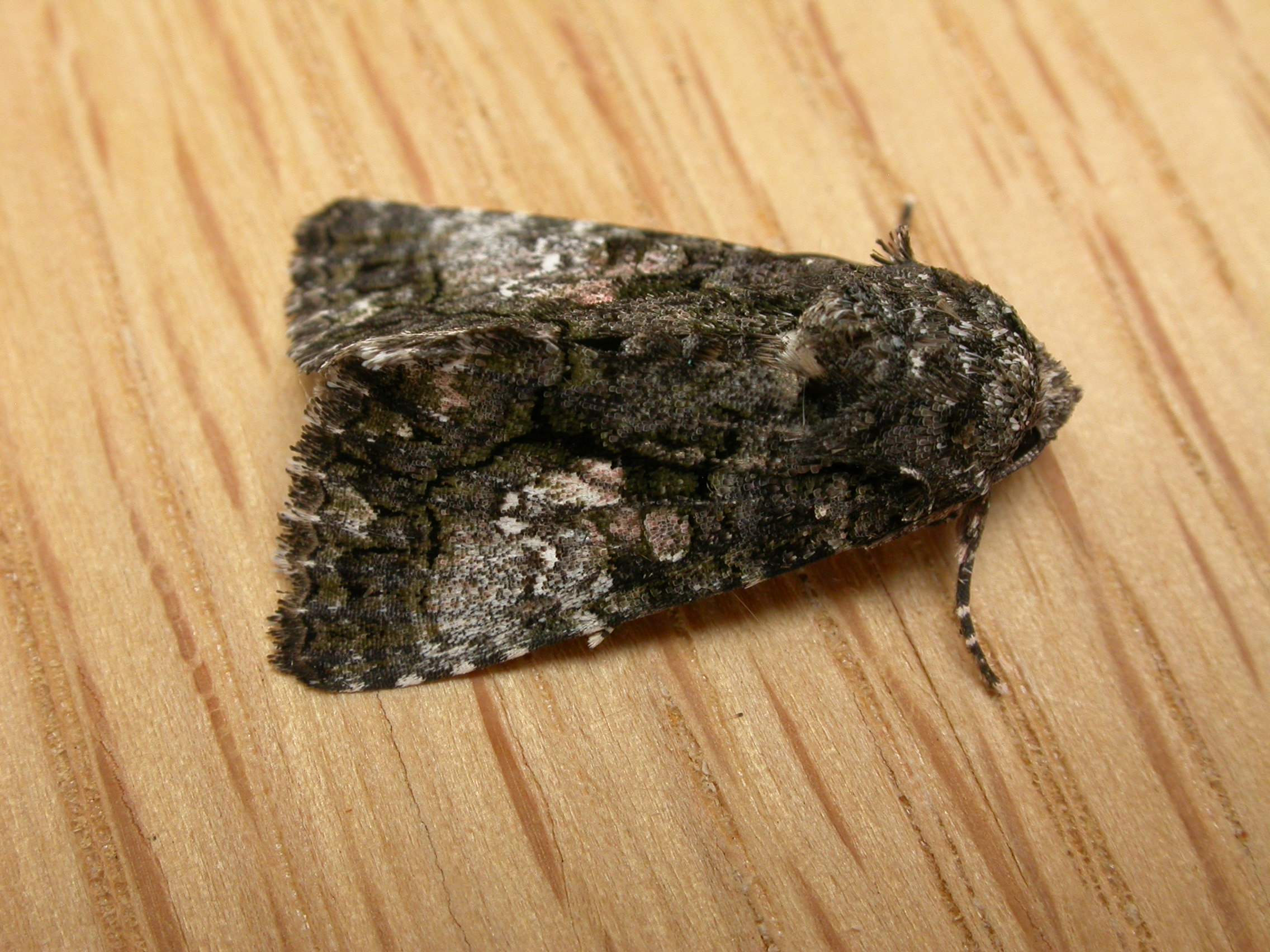
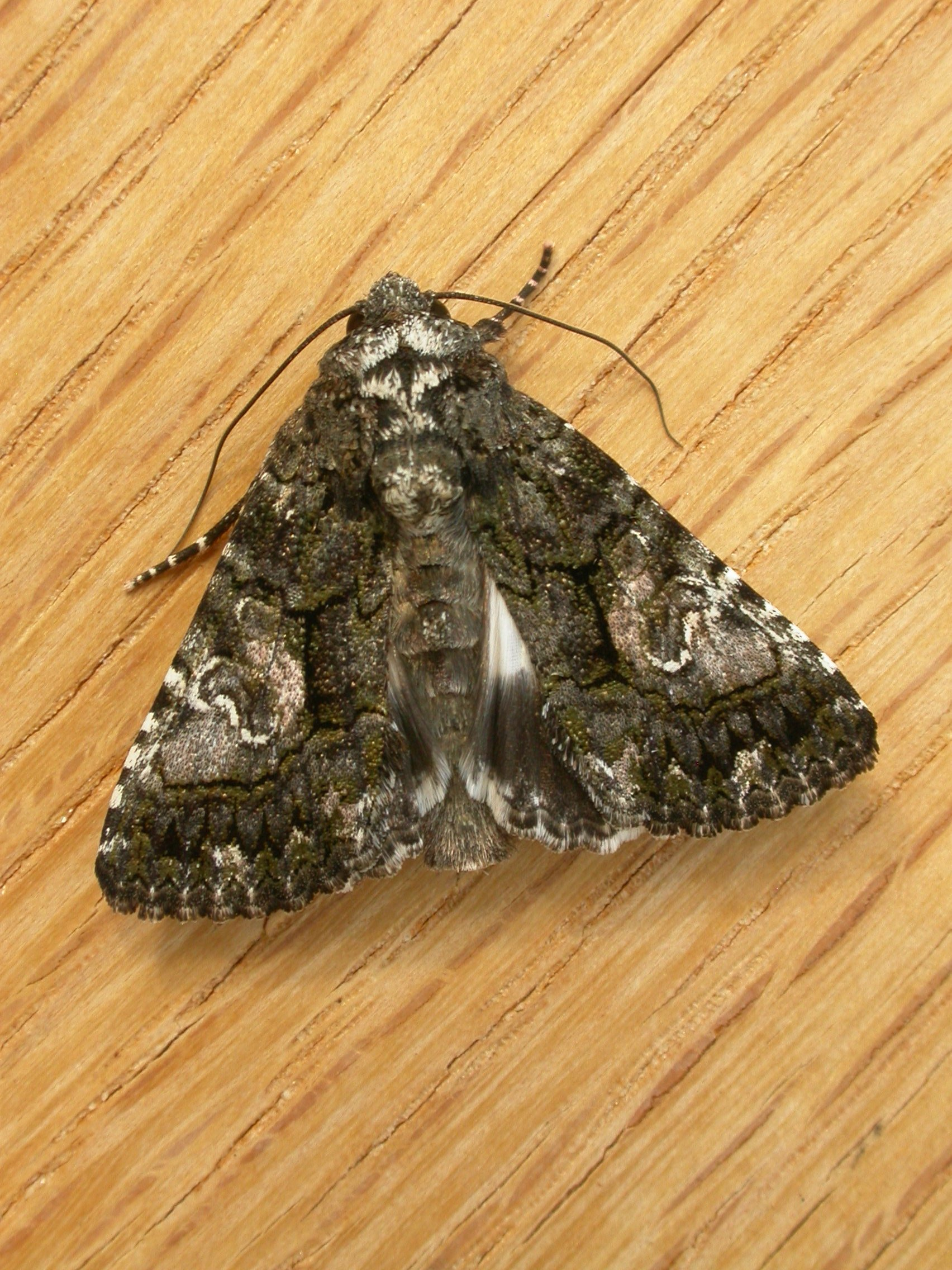